# Claire Epstein
Claire Epstein (18 de septiembre de 1911-18 de agosto de 2000) fue una arqueóloga israelí. Es conocida por su descubrimiento y trabajo en la cultura de la Edad del Cobre en los  Altos del Golán  y fue un miembro destacado de la Autoridad de Antigüedades de Israel . 

## Biografía
Epstein nació en Londres en una familia de clase alta. Su madre fue activa en salvar a los judíos de los nazis .  Epstein estuvo involucrado con los círculos sionistas a una edad temprana y aprendió hebreo desde el principio. Epstein asistió a La Escuela Kind Alfred, Highbride y luego estudió italiano en el University College de Londres .  En 1932, recibió su licenciatura. Epstein emigró al Mandato británico de Palestina en 1937, viviendo en la ciudad de Tel Aviv. Ella tradujo hebreo para la Comisión Peel en 1937. En 1942, se unió a la Unidad de Mujeres del Ejército Británico y más tarde se convirtió en la primera mujer sargento mayor del Yishuv .
Después de dos años en el ejército, se unió al nuevo Kibbutz En Gev, cerca del mar de Galilea . Epstein comenzó a trabajar en arqueología cuando ayudó a un equipo de arqueólogos a excavar Tel Hazor en 1952. También en 1952, adoptó a un niño cuyos padres habían sido asesinados en un Pogromo en Irak.  En 1955, se mudó a otro Kibutz Ginossar, al otro lado del mar de Galilea.  Epstein más tarde regresó al University College de Londres para trabajar en su doctorado en arqueología, enfocándose en la cerámica bicroma de Palestina y trabajando con Kathleen Kenyon .  Recibió su doctorado en 1962. 
Después de la Guerra de los Seis Días, en 1967, Epstein, trabajando con Shemaryahu Gutman, fue el líder de la encuesta arqueológica de emergencia en el área del Golán . Durante su estudio, descubrió grandes campos de Dolmen y también una cultura Calcolítica prehistórica tardía en el Golán. Epstein se convirtió en arqueóloga a tiempo completo, trabajando para el Departamento de Antigüedades, que más tarde se convirtió en la Autoridad de Antigüedades de Israel . Para llegar a sus sitios arqueológicos, a menudo hacía Autoestop, porque no tenía una licencia de conducir y muchos de sus asistentes eran aldeanos drusos locales.  
En 1985, Epstein recibió el Premio Percy Schimmel del Museo de Israel por su trabajo en arqueología. En 1995, recibió el Premio Israel por su trabajo.  Epstein continuó trabajando en los sitios calcolíticos en la región de Golán, en los que "casi por sí sola descubrió, excavó e informó". En 1998, publicó su monografía, La cultura de la edad del cobre el Golán en el Informe de la Autoridad de Antigüedades de Israel. Su monografía describe las características únicas del sitio del Golán que incluyen "cadenas de casas" que son casas anchas unidas entre sí en largas filas.  Fue galardonada con el premio Irene Levy-Sala por su monografía.  Su atención al área del Golán ayudó a preservar muchos de los sitios arqueológicos del área.  El análisis de Epstein de la estratigrafía de las áreas sagradas de Meguido (Israel) también fue una parte importante de su cuerpo de trabajo.  También ayudó a identificar los restos de un barco de 2.000 años de antigüedad encontrado en el fondo del mar de Galilea.
En 2000, estaba en el Centro Médico Hadassah en Jerusalén debido a complicaciones que se desarrollaron después de una caída. Murió poco después en su casa en Kibbutz .

## Publicaciones
- Epstein, Claire (1997). Palestinian Bichrome Ware (Ancient Near East). Brill Academic Pub. ISBN 9789004004719.  Epstein, Claire (1997). Palestinian Bichrome Ware (Ancient Near East). Brill Academic Pub. ISBN 9789004004719.  Epstein, Claire (1997). Palestinian Bichrome Ware (Ancient Near East). Brill Academic Pub. ISBN 9789004004719.
- Epstein, Claire (1998). The Chalcolithic Culture of the Golan. Israel Antiquities Authority. ISBN 9789654060325.  Epstein, Claire (1998). The Chalcolithic Culture of the Golan. Israel Antiquities Authority. ISBN 9789654060325.  Epstein, Claire (1998). The Chalcolithic Culture of the Golan. Israel Antiquities Authority. ISBN 9789654060325.